# 女が階段を上る時
『女が階段を上る時』（おんながかいだんをあがるとき）は、1960年に公開された成瀬巳喜男監督による日本映画。脚本は菊島隆三、音楽は黛敏郎、衣装は高峰秀子が担当。成瀬と高峰によるコラボレート映画の代表作の一つ。
1961年・1970年・1985年には、テレビドラマ化もされた。

## 概要
ストーリーは菊島隆三が手掛けたオリジナル作品で、彼にとっては初プロデュース作品ともなった。銀座のバーを舞台に洗練されたスタイリッシュな空気を横溢する佳作。黛敏郎の手によるジャジーな音楽も都会性を盛り上げている。また、主要人物の衣装考証を主演の高峰が兼任している。
キャストにおいては男優、女優共に成瀬映画に縁の深い名優が結集し、共に華やかな顔ぶれとなった。

## あらすじ
女が階段を上がる時、それは女が銀座の夜に花開く時。銀座のバーの雇われマダム、圭子を巡って今宵も男と女の情が入り乱れる。

## スタッフ
- 製作・脚本：菊島隆三
- 撮影：玉井正夫
- 美術：中古智
- 録音：藤好昌生
- 録音：下永尚
- 照明：石井長四郎、猪原一郎
- 音楽：黛敏郎
- 監督助手：広沢栄
- 編集：大井英史
- 特殊技術：東宝技術部
- 現像：キヌタ・ラボラトリー
- 衣裳：高峰秀子
- 製作担当者：森田信
- 監督：成瀬巳喜男

クレジット順

## キャスト
- 矢代圭子：高峰秀子
- 藤崎（銀行支店長）：森雅之
- 純子（女給）：団令子
- 小松（マネージャー）：仲代達矢
- 関根（工場主）：加東大介
- 郷田（実業主）：中村鴈治郎（大映）
- 美濃部（利権屋）：小沢栄太郎
- ユリ（マダム）：淡路恵子
- バーの持ち主（オーナー）：山茶花究
- 金貝（闇屋）：多々良純
- 松井（みゆきの夫）：藤木悠
- 矢代好造（圭子の兄）：織田政雄
- 園田（ビール会社の重役）：三津田健
- とし子（ユリの母）：沢村貞子
- まつ子（女将）：細川ちか子
- 女給：北川町子（清美）、中北千枝子（友子）、柳川慶子（雪子）、横山道代（みゆき）、野口ふみえ（夏子）、塩沢とき
- ふじ枝（圭子の母）：賀原夏子
- 志津子（藤崎の妻）：東郷晴子
- 風間重役（風間電工）：田島義文
- 美濃部の連れの客：村上冬樹
- 水谷（美濃部の部下）：瀬良明
- 吉川（呉服屋店員）：佐田豊
- 不動産屋：谷晃
- 役名不明：森今日子
- みね子（関根の妻）：本間文子
- 女占い師：千石規子
- 下着屋の勝子：菅井きん
- バーテンダー：鈴木孝次
- バーの客：熊谷二良、津田光男
- 光子（女給）：園田あゆみ
- 役名不明：小西瑠美
- 女給：若林映子
- 役名不明：樋口年子
- 銀行員：田村まゆみ
- 美容師：河美智子、三田照子

※映画クレジット順
※以下クレジット無し
- 酒屋：加藤茂雄
- バーの客：伊藤実、勝本圭一郎、草間璋夫、千葉一郎、松下正秀、向井淳一郎
- 園田の連れの客：池田生二
- 藤崎の部下：日方一夫
- 圭子の夫（写真）：岡豊
- 藤崎の見送り人：榊田敬二

## 同時上映
『新・三等重役 旅と女と酒の巻』
- 原作：源氏鶏太／脚本：井手俊郎／監督：筧正典／主演：森繁久彌

## テレビドラマ版

### 1961年版
1961年5月20日から同年6月10日まで、フジテレビ系列のオムニバスドラマシリーズ『おんな』（土曜21:15 - 21:45）の一本として放送。全4回。

#### 出演者
- 池内淳子
- 若原雅夫
- 夏川かほる
- 清水一郎
- 沢阿由美
- 浅川みゆ起
- 高橋昌也
- 市村俊幸
- 千之赫子
- 村田正雄[1]

#### スタッフ
- 音楽：渡辺岳夫
- 演出：嶋田親一
- 制作：フジテレビ[1]

### 1970年版
1970年1月5日 - 2月9日には、日本テレビとC.A.Lの制作で連続テレビドラマ化され、21:00 - 21:56に「ファミリー劇場」で放送された。全6回。
監督は小野田嘉幹。脚本は映画版と同じく、菊島隆三が担当した。

#### 出演者
- 小川眞由美
- 加賀まりこ
- 木村功
- 山口崇
- 辰巳柳太郎
- 矢代久美子

### 1985年版
1985年12月27日、フジテレビ系列の『金曜女のドラマスペシャル』で放送。唯一の単発版。

#### 出演者
- 十朱幸代
- 近藤正臣
- 白都真理
- 誠直也[1]

#### スタッフ
- 原作：菊島隆三
- 脚本：竹山洋
- 演出：真船禎
- 制作：フジテレビ[1]